# Gustav Kuschinsky
Gustav Wilhelm Franz Kuschinsky (* 10. Januar 1904 in Berlin; † 17. November 1992 in Wiesbaden) war ein deutscher Arzt und Pharmakologe. Unter seiner Leitung wurde das Pharmakologische Institut der Johannes Gutenberg-Universität Mainz das Zentrum der Pharmakologie in Deutschland nach dem Zweiten Weltkrieg.

## Leben
Gustav Kuschinskys Eltern waren der Kaufmann Gustav Kuschinky und seine Frau Johanna geborene Witmoser. Der Sohn besuchte das humanistische Friedrichwerdersche Gymnasium in Berlin. Nach dem Abitur 1922 studierte er in Berlin und je ein Semester in Tübingen, Marburg und Innsbruck Medizin. In Berlin beeindruckten ihn besonders die Vorlesungen des Toxikologen Louis Lewin. 1928 wurde er in Kiel auf Grund einer bei dem Internisten Alfred Schittenhelm angefertigten Dissertation zum Dr. med. promoviert. Nach Praxisvertretungen arbeitete er ab 1929 bei Paul Trendelenburg am Pharmakologischen Institut der Friedrich-Wilhelms-Universität Berlin, wo er unter anderen Hans Gremels (1896 bis 1949), Otto Krayer, Edith Bülbring und Marthe Vogt kennenlernte. Während Trendelenburgs schwerer Tuberkulose und nach seinem frühen Tod 1931 leitete Otto Krayer das Institut kommissarisch, bis Wolfgang Heubner 1932 den Lehrstuhl übernahm. Bei ihm hat sich Kuschinsky 1933 habilitiert. Noch im gleichen Jahr vermittelte ihm die Notgemeinschaft der deutschen Wissenschaft, die Vorgängerin der Deutschen Forschungsgemeinschaft, eine Professur für Pharmakologie an der Tongji-Universität in Shanghai, die 1907 als „Deutsche Medizinschule für Chinesen“ gegründet worden war und deutschsprachig unterrichtete. 1936 musste er seine Tätigkeit in China aufgrund einer schweren Tuberkulose vorzeitig abbrechen und ein halbes Jahr in einem Sanatorium in Davos verbringen.
Gustav Kuschinsky kehrte dann als Oberassistent von Heubner nach Berlin zurück. Heubner war Gegner des Nationalsozialismus. Bei ihm arbeiteten sowohl Gegner wie Otto Krayer und Robert Havemann als auch überzeugte Anhänger wie Hermann Druckrey und Norbert Brock. Kuschinsky trat 1937 in die NSDAP ein. Im Wintersemester 1938/39 vertrat er den Pharmakologie-Lehrstuhl in Graz, der nach dem „Anschluss“ Österreichs durch die rassistisch begründete Vertreibung Otto Loewis frei geworden war. Zurück in Berlin, folgte er einem Ruf auf den Pharmakologie-Lehrstuhl der damals so genannten Deutschen Karls-Universität in Prag; auch von diesem Lehrstuhl war der Inhaber, Emil Starkenstein, aus rassistischen Gründen vertrieben worden. Die tschechische Universität in Prag wurde 1939 geschlossen und ihr Pharmakologisches Institut dem der Deutschen Karls-Universität zugeschlagen. Kuschinsky war in Prag bis 1944 Dozentenbundführer im Nationalsozialistischen Deutschen Dozentenbund. Er hatte nach dem Zeugnis der tschechischen Pharmakologin Helena Rašková (1913 bis 2010), die wesentlich zur Entwicklung der Pharmakologie in der Tschechoslowakei nach dem Zweiten Weltkrieg beigetragen hat, ein gutes Verhältnis zu seinen tschechischen Mitarbeitern. Die gesamte Ausstattung des tschechischen Instituts ließ er in Kisten speichern, so dass sie 1945 von den tschechischen Kollegen intakt übernommen werden konnte.
1938 hatte Kuschinsky Ingeborg Maria geborene Stoehr geheiratet, mit der er drei Kinder hatte. Ein Sohn, Klaus Udo (* 1939), wurde wie der Vater Pharmakologe, die Tochter Gisela Renate (* 1942) Ärztin am Bundesinstitut für Arzneimittel und Medizinprodukte, der jüngere Sohn, Wolfgang Rainer (* 1944), Physiologe. Die Familie konnte vor dem Einmarsch sowjetischer Truppen Prag verlassen und fand in Erlangen und später Wiesbaden Unterkunft. Dort erreichte Kuschinsky der Ruf auf den Lehrstuhl für Pharmakologie der am 22. Mai 1946 nach 123-jähriger Pause wiedergegründeten Universität Mainz. Das Institut war zunächst beengt in einer ehemaligen Tuberkulosestation untergebracht. Materialien zum Ausbau wurden aus den Ruinen der Stadt geholt oder auf dem Schwarzmarkt im Austausch gegen Wein erworben, den die französische Besatzungsmacht beschlagnahmt und der Universität als Aufbauhilfe überlassen hatte. Doch wuchsen Studenten-, Doktoranden- und Akademikerzahlen schnell, und 1970 zog das Institut in ein neues Hochhaus, wie bisher kliniknah, außer der Pharmakologie anderen theoretisch-medizinischen Fächern dienend und mit prächtigem Blick auf Stadt und Dom. Mainz wurde das Zentrum der deutschen Nachkriegs-Pharmakologie, mit dem ersten deutschsprachigen Nachkriegs-Lehrbuch, den wichtigsten Kongressen der deutschsprachigen Pharmakologen und der Tätigkeit vieler die pharmakologische Forschung prägender Forscher. 1972 wurde Kuschinsky emeritiert, arbeitete aber weiter an seinen Büchern. Zwanzig Jahre später starb er nach kurzer Krankheit.

## Werk

### Forschung
Um 1930 synthetisierte die pharmazeutische Firma Boehringer Ingelheim Abkömmlinge des Adrenalins. Die pharmakologische Untersuchung fand zum Teil im Pharmakologischen Institut Berlin statt. Kuschinskys erstes wissenschaftliches Thema unter Paul Trendelenburg war die pharmakologische Analyse des Adrenalin-Abkömmlings Synephrin, das lange unter dem Handelsnamen Sympatol® zur Blutdrucksteigerung gebraucht wurde, und des Phenylephrins, das als selektiver Agonist an α1-Adrenozeptoren für die Grundlagenforschung wichtig wurde.
Später, unter Heubner, konzentrierte sich Kuschinsky auf die Sekretion von Hormonen. In seiner Habilitationsschrift wies er 1933 erstmals nach, dass das Schilddrüsenhormon Thyroxin die Sekretion von Thyreotropin aus dem Hypophysenvorderlappen hemmt; es war die Entdeckung des thyreotropen Regelkreises. Ein weiterführendes Problem konnte er nur andeuten: „Woher allerdings der primäre Reiz zur Hormonproduktion des Hypophysenvorderlappens kommt, bleibt dabei ungeklärt.“ Heute ist mit der Entdeckung des hypothalamischen Freisetzungshormons Thyreoliberin das Problem gelöst.
In Prag galt Kuschinskys besonderes Interesse der Beteiligung der tubulären Sekretion an der Bildung des Harns in der Niere. Alle drei Themen hat er in Mainz weiter verfolgt.

### Lehre
Kuschinsky legte großen Wert auf gute Lehre für die Studenten und gute Weiterbildung für den wissenschaftlichen Nachwuchs. Er richtete in Mainz einen – von der damaligen Approbationsordnung für Ärzte nicht vorgeschriebenen – Experimentalkurs für Pharmakologie und Toxikologie ein. Regelmäßige Literatur-Seminare in der Tradition von Paul Trendelenburg sollten die Assistenten kritisches Denken lehren.
Mit seinem Mitarbeiter Heinz Lüllmann verfasste er das erste Nachkriegs-Lehrbuch seines Fachs: Kurzes Lehrbuch der Pharmakologie. Die erste Auflage erschien 1964. Bis 2010 sind 17 Auflagen erschienen, dazu englische, spanische, italienische, japanische, türkische und tschechische Übersetzungen. Der 17. Auflage, 1999 nach Kuschinskys Tod erschienen, ist erstmals das Motto vorangestellt:

„Ein Arzneimittel, von dem behauptet wird, daß es keine Nebenwirkungen habe, steht im dringenden Verdacht, auch keine Hauptwirkung zu besitzen.“

Im Jahr 1956, hatte Kuschinsky ein Taschenbuch der modernen Arzneibehandlung publiziert. Bis 2010 sind 13 Auflagen erschienen, die neueren herausgegeben von Kuschinskys Schüler Hasso Scholz.

### Die Mainzer Frühjahrstagungen
Bei den Kongressen der Deutschen Pharmakologischen Gesellschaft – heute Deutsche Gesellschaft für Experimentelle und Klinische Pharmakologie und Toxikologie – überwogen in den 1950er Jahren die ausführlichen Hauptreferate arrivierter Wissenschaftler so sehr, dass die Jüngeren ihre Ergebnisse kaum vorstellen konnten. Kuschinsky lud deshalb im April 1960 zu einer Tagung nach Mainz ein mit ausschließlich 10-Minuten-Kurzvorträgen, denen 5 Minuten Diskussion folgten. Hauptreferate und ein außerwissenschaftliches Rahmenprogramm waren nicht vorgesehen. Kurzfassungen der Vorträge wurden in Naunyn-Schmiedebergs Archiv für experimentelle Pathologie und Pharmakologie publiziert. Zur 1. Frühjahrstagung 1960 wurden 51 Abstracts gedruckt, zur 50. Frühjahrstagung 2009 waren es 508. Die 51. Frühjahrstagung 2010 mit 450 Abstracts war die vorerst letzte in Mainz. Spätere Frühjahrstagungen fanden in wechselnden Städten statt.
Die Tagungsserie war offensichtlich ein Erfolg. Ihre Bedeutung wurde dadurch verstärkt, dass ab 1971 die jährlichen Mitgliederversammlung der Deutschen Pharmakologischen Gesellschaft im Zusammenhang mit den Frühjahrstagungen nach Mainz einberufen wurden, ebenso die Versammlungen der Herausgeber und Gutachter von Naunyn-Schmiedebergs Archiv.

### Schüler
Kuschinskys Engagement für Lehre und Weiterbildung trug Frucht. Zahlreiche erfolgreiche pharmakologische Forscher waren seine Schüler oder verbrachten einige Zeit in seinem Institut. Dazu gehören (in der Reihenfolge ihres Eintretens ins Institut) Werner Förster, später Lehrstuhlinhaber in Halle (Saale), Heinz Lüllmann, dem er 1955 einen Forschungsaufenthalt bei der ihm aus Berlin bekannten Pharmakologin Edith Bülbring in Oxford vermittelte und der später Lehrstuhlinhaber in Kiel wurde; Erik Westermann, später Lehrstuhlinhaber in Hannover; Erich Muscholl, dem er 1956 einen Forschungsaufenthalt bei der ihm ebenfalls aus Berlin bekannten Pharmakologin Marthe Vogt in Edinburgh vermittelte und der später sein Nachfolger in Mainz wurde; Hellmut Brunner, später bei der Ciba-Geigy AG in Basel; Georges Peters, später Lehrstuhlinhaber in Lausanne; Ullrich Trendelenburg, später Lehrstuhlinhaber in Würzburg; Wolfgang Klaus, später Lehrstuhlinhaber in Köln; Harald Reuter, später Lehrstuhlinhaber in Bern; Uwe Wollert, später Professor für Pharmakologie in Mainz; Hasso Scholz, später Lehrstuhlinhaber in Hamburg; Karl Joachim Netter, der in Mainz eine eigene Abteilung für Toxikologie leitete und später Lehrstuhlinhaber in Marburg wurde; Josef Krieglstein, später ebenfalls Lehrstuhlinhaber in Marburg; Konrad Löffelholz, später Professor für Pharmakologie in Mainz; Eberhard Jähnchen, später klinischer Pharmakologe in Bad Krozingen; Georg-Friedrich Kahl, Mitarbeiter der Abteilung für Toxikologie und später Lehrstuhlinhaber in Göttingen; Heinz Kilbinger und Hermann Nawrath, später Professoren für Pharmakologie in Mainz.

## Anerkennung
Kuschinsky war Ehrenmitglied der Deutschen Pharmakologischen Gesellschaft und der Deutschen Physiologischen Gesellschaft. Auf dem zweiten Weltkongress der International Union of Pharmacology (IUPHAR) 1963 in Prag wurde ihm die Purkinje-Medaille der tschechoslowakischen Purkinje-Gesellschaft verliehen. Es war die ihm liebste Anerkennung. 1982 verlieh ihm die Deutsche Pharmakologische Gesellschaft die Schmiedeberg-Plakette, ihre höchste wissenschaftliche Auszeichnung.